# 熱意
| ウィキペディアには「熱意」という見出しの百科事典記事はありません（タイトルに「熱意」を含むページの一覧/「熱意」で始まるページの一覧）。 代わりにウィクショナリーのページ「熱意」が役に立つかもしれません。 |